# La Planche des Belles Filles
La Planche des Belles Filles é uma estação de esqui nas montanhas de Vosgos, na França. Está localizado no departamento de Alto Sona. Desde 2012, a subida ao cume foi usada várias vezes durante a corrida de ciclismo do Tour de France.

## Etimologia e lenda
O nome Belles Filles significa literalmente "meninas bonitas", mas na verdade é derivado da vida vegetal local. A montanha é atestada desde o século XVI como lieu peuplé de belles fahys, um "lugar habitado por belas faias " no dialeto local. Belles fahys mais tarde foi corrompida em Belles Filles, embora ainda exista uma vila próxima de Belfahy. Enquanto isso, Planche, "placa", é derivado da pequena cidade vizinha de Plancher-les-Mines.

Uma etimologia popular, em contraste, sustenta que a montanha recebeu seu nome desde a época da Guerra dos Trinta Anos. Segundo a lenda, as jovens de Plancher-les-Mines fugiram para as montanhas para escapar dos mercenários suecos, pois temiam ser estupradas e massacradas. Em vez de se render, eles decidiram cometer suicídio e pularam em um lago bem abaixo. Um dos soldados então pegou uma tábua na qual, com sua adaga, gravou um epitáfio para as "lindas moças". Uma estátua de madeira, criada por um artista local, é um lembrete da lenda.

### Localização
A Planche des Belles Filles está localizada no limite dos departamentos da Alto Sona e do Território de Belfort na região Borgonha-Franco-Condado. Domina o município de Plancher-les-Mines, localizada ao sul-oeste, onde estreia seu único acesso de estrada desde a estrada departamental 16. Os municípios de Auxelles-Haut e Lepuix compartilham-se as vertentes sudeste e é do lado de Território de Belfort. O maciço está percorrido por numerosos caminhos florestais.

### Geologia
O vale do Rahin (ou vale San António) formou-se à 300 milhões de anos, durante o Paleolítico, por entre vertentes de lava. À cerca de 40 milhões de anos, a escarpa alpina tem aberto fissuras na crosta terrestre favorecendo assim a remontada de diverso minerais metálicos.
Desde à 12 000 anos, um glaciar ocupa o vale do Rahin mas seu progresso está freada pelas rochas do Laurel, ao pé do Passe das Belles Filles. Dos vestígios deste fenómeno, tais que dos moraines ou dos vestígios glaciares, foram sempre visíveis no século XXI.

## Competições de bicicleta
De Plancher-les-Mines, a subida até o final em 1 035 m é 5,9 km de comprimento, ganhando 503 m e médias de 8,5% com um máximo de 14%, mas com um trecho curto de 22% a 28% próximo ao final.

### Tour de France
La Planche des Belles Filles foi usada pela primeira vez como finalização na Etapa 7 do Tour de France de 2012, 199 km0 de Tomblaine em 7 de julho. A etapa foi vencida por Chris Froome com seu companheiro de equipe da Team Sky, Bradley Wiggins, assumindo a liderança da corrida. O final íngreme provou ser popular e rapidamente se tornou uma subida popular entre os fãs de ciclismo. Desde então, a subida tem sido usada com frequência; em 2014 foi a chegada da Etapa 10 e vencida pelo então líder da prova Vincenzo Nibali; em 2017 foi a chegada da Etapa 5 do Tour, com Fabio Aru vencendo por 16 segundos de Daniel Martin, e Chris Froome levando a camisa amarela. Destacou-se novamente em 2019, vencida por Dylan Teuns.
Foi a penúltima etapa em um contrarrelógio de montanha na Etapa 20 do Tour de France de 2020, vencida por Tadej Pogačar, que também levou a camisa amarela e a camisa de bolinhas.
| Ano  | Etapa | Início da etapa | Distância (km) | Categoria | Vencedor da etapa     | Camisa amarela        |
| ---- | ----- | --------------- | -------------- | --------- | --------------------- | --------------------- |
| 2022 | 7     | Tomblaine       | 176,5          | 1         | Tadej Pogačar (SLO)   | Tadej Pogačar (SLO)   |
| 2020 | 20    | Lure            | 36.2 ( ITT )   | 1         | Tadej Pogačar (SLO)   | Tadej Pogačar (SLO)   |
| 2019 | 6     | Mulhouse        | 160,5          | 1         | Dylan Teuns (BEL)     | Giulio Ciccone (ITA)  |
| 2017 | 5     | Vittel          | 160,5          | 1         | Fabio Aru (ITA)       | Chris Froome (GBR)    |
| 2014 | 10    | Mulhouse        | 161,5          | 1         | Vincenzo Nibali (ITA) | Vincenzo Nibali (ITA) |
| 2012 | 7     | Tomblaine       | 199            | 1         | Chris Froome (GBR)    | Bradley Wiggins (GBR) |

### Le Tour de France Femmes
La Planche des Belles Filles foi destaque no evento de estreia do Le Tour de France Femmes em 2022 como o final da etapa final (etapa 8) em 31 de julho.
| Ano  | Etapa | Início da etapa | Distância (km) | Categoria | Vencedor da etapa          | Camisa amarela             |
| ---- | ----- | --------------- | -------------- | --------- | -------------------------- | -------------------------- |
| 2022 | 8     | Lure            | 123.3          | 1         | Annemiek van Vleuten (NED) | Annemiek van Vleuten (NED) |